# Karschiidae
Famille
Les Karschiidae sont une famille de solifuges.
Cette famille comprend quatre genres et près de 50 espèces.

## Distribution
Les espèces de cette famille se rencontrent en Afrique du Nord, en Europe du Sud, au Moyen-Orient, en Asie centrale, au Népal et en Chine.

## Liste des genres
Selon Solifuges of the World (version 1.0) :
- Barrus Simon, 1880
- Barrussus Roewer, 1928
- Eusimonia Kraepelin, 1899
- Karschia Walter, 1889

## Publication originale
- Kraepelin, 1899 : Zur Systematik der Solifugen. Mitteilungen aus dem Naturhistorischen Museum in Hamburg, vol. 16, p. 195–259 (texte intégral).